# JIS
JIS är en akronym av Japanese Industrial Standard. Den är den japanska motsvarigheten till DIN, SIS, SAE med mera.
Institutet som handhar denna standard heter Japanese Standards Association (JSA). 